# 紹錫峰
46°22′38″N 7°06′46″E / 46.377111°N 7.112778°E

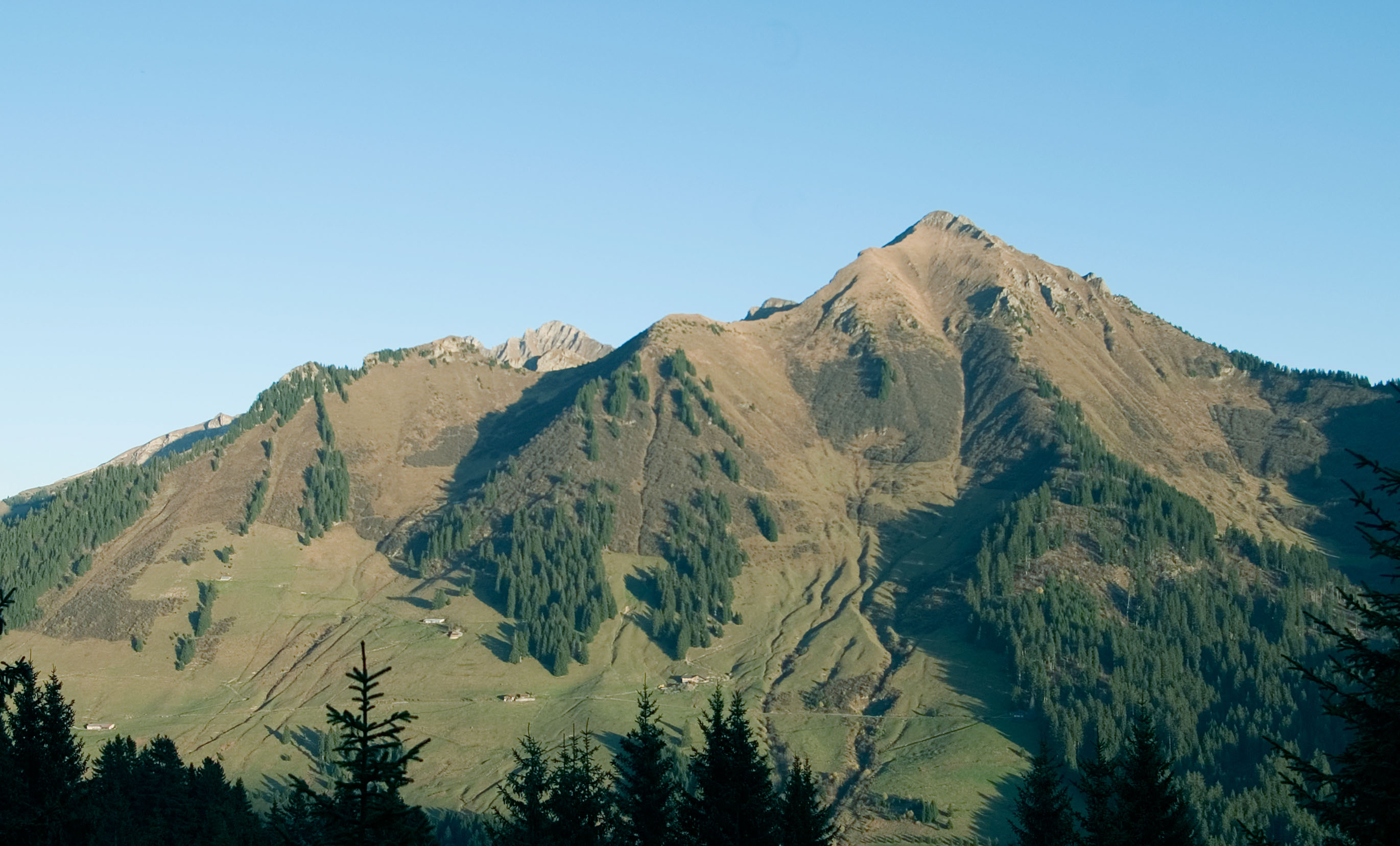

紹錫峰（Pic Chaussy），是瑞士的山峰，位於該國西部，由沃州負責管轄，屬於伯爾尼山的一部分，處於伯爾尼以南70公里，海拔高度2,351米，每年平均降雨量1,395毫米。